# Federación Interamericana de Filatelia
La Federación Interamericana de Filatelia fue fundada en la Ciudad de México el 8 de noviembre de 1968 por los representantes de la Federación Argentina de Entidades Filatélicas, de la Royal Philatelic Society of Canada, de la Sociedad Filatélica de Chile, de la Federación Filatélica Colombiana, de la American Philatelic Society, de la Asociación Filatélica de Guatemala, de la Federación Mexicana de Filatelia, de la Asociación Filatélica Peruana, de la Federación Uruguaya de Filatelia y del Club Filatélico de Caracas. La idea de fundar esta Federación surgió a partir de  unos coleccionistas que estaban reunidos por la celebración de la SIPEX, en Washington, en 1966. En esa ocasión se proyectó un Estatuto. En 1968, con ocasión de la EFIMEX' 68, la Asamblea Constitutiva se reunió por primera vez, efectuando 3 reuniones durante los días 6, 7 y 8 de noviembre de 1968, aprobando finalmente el Estatuto y la Declaración de Washington, y estableciendo como sede permanente la ciudad de Bogotá.
Para el período de 1969, la Asamblea Constitutiva designó para la presidencia al mexicano don Emilio Obregón y para la vicepresidencia al americano Mr. Edward L. Willard. Al Consejo Directivo se integró a los señores Álvaro Bonilla Lara y Hugo Fraccaroli, en reconocimiento a sus inmensos méritos filatélicos y a su labor de tantos años por la filatelia. El colombiano Jairo Londoño Tamayo fue nombrado Secretario Tesorero.
Según lo ordenado por el Estatuto y con ocasión de la EXFILBO' 69, la Asamblea Anual Ordinaria se reunió el 9 de diciembre en Bogotá. Las dos sesiones, el 1 y el 6 de diciembre, tuvieron lugar en el Hotel Bacatá. La primera sesión duró prácticamente todo el día, de las 10 de la mañana a las 7 de la tarde, con una única interrupción para almorzar. En esa ocasión, representantes de otras asociaciones nacionales solicitaron y obtuvieron su admisión como miembros: el Club Filatélico de Cochabamba (Bolivia), el Club Filatélico do Brasil y la Asociación filatélica de Costa Rica.
En 1970 se procedió a la elección de autoridades con el siguiente resultado: como Presidente fue nombrado el peruano Herbert H. Moll, mientras que como Vicepresidente y Secretario Tesorero fueron nombrados Edward L. Willard y Jairo Londoño Tamayo, respectivamente.

## Presidentes
- Emilio Obregón, México.
- Herbert Moll, Perú.
- Álvaro Bonilla Lara, Costa Rica. (twice)
- Manuel M. Risueño, Chile.
- Harry Sutherland, Canadá.
- Rómulo Lander, Venezuela.
- Jairo Londoño Tamayo, Colombia.
- Elio Mario Sinich, Argentina.
- Enrique Oscar Buttini, Argentina.
- Euclydes Pontes, Brasil. (twice)
- Roberto Rosende, Estados Unidos.
- Enrique Oscar Buttini, Argentina.
- Luis López López, Venezuela.
- Hugo Goeggel, Colombia.
- James Mazepa, Estados Unidos
- Patricio Aguirre, Chile.